# Vanilla odorata
Vanilla odorata ist eine Pflanzenart aus der Gattung Vanille (Vanilla) in der Familie der Orchideen (Orchidaceae). Die Kletterpflanze hat ein großes Verbreitungsgebiet im tropischen Amerika.

## Beschreibung
Vanilla odorata ist eine immergrüne Kletterpflanze. Die Blätter sitzen in Abständen von 10 bis 12 Zentimeter am Spross. Der Blattstiel ist mit 1,5 Zentimeter vergleichsweise lang. Die Blattlänge beträgt 12,5 bis 20 Zentimeter bei 1 bis 2,5 Zentimeter Breite. Die Blattform ist schmal lanzettlich, vorne lang ausgezogen, an der Basis abgerundet. Die Blattspitze ist gebogen. Die Textur der Blätter ist ledrig bis fleischig. Die schmalen, langen Blätter sind ein charakteristisches Erkennungsmerkmal von Vanilla odorata, wobei Pflanzen, die im Schatten wachsen, breitere Blätter hervorbringen.
Die kurze, 3 bis 4 Zentimeter messende, traubige Blütenstandsachse trägt bis zu zwölf gelblich-grüne Blüten. Die länglichen, spitz endenden Tragblätter erreichen 1 Zentimeter Länge. Die Sepalen sind linealisch bis lanzettlich, 4,5 bis 5 Zentimeter lang und 0,2 bis 0,6 Zentimeter (bis 1,1 Zentimeter) breit. Die Petalen sind ähnlich geformt, mit leicht hervortretender Mittelrippe. Die Lippe wird 3,5 bis 4,5 Zentimeter lang, sie ist dreilappig, die Seitenlappen sind röhrenförmig nach oben geschlagen und bis zur Hälfte der Lipenlänge mit der Säule verwachsen, der vordere freie Teil der Lippe ist ausgebreitet, am Rand gewellt und gefranst. Mittig auf der Lippe befindet sich eine beschuppte Stelle. Die Säule ist keulenförmig und nicht gebogen. Die gebogene Frucht wird 15 bis 20 Zentimeter lang und etwa 0,5 Zentimeter dick, sie duftet aromatisch.

## Verbreitung
Vanilla odorata ist von Mexiko im Norden über ganz Mittelamerika und die Nordhälfte Südamerikas verbreitet. Einige Sammlungen beruhen auf kultivierten Exemplaren, da die Früchte ähnlich wie die der Gewürzvanille (Vanilla planifolia) verwendet werden können.

## Systematik und botanische Geschichte
Diese Orchidee wurde 1826 von Presl in Reliquiae Haenkeanae Seite 101 erstbeschrieben. Presl erwähnt, dass die 36 Jahre zuvor gesammelten Früchte bei seiner Untersuchung immer noch dufteten.
Innerhalb der Gattung Vanilla wird Vanilla odorata in die Untergattung Xanata und dort in die Sektion Xanata, die nur Arten der Neotropis enthält, eingeordnet. Synonyme zu Vanilla odorata sind Vanilla denticulata, Vanilla ensifolia und Vanilla uncinata. Soto Arenas und Cribb stellen sie zusammen mit der Gewürzvanille in die Vanilla planifolia-Gruppe. Besonders ähnlich ist die unzureichend bekannte Vanilla fimbriata. Vanilla odorata wird nach einer Studie der DNA als ein Elternteil der Tahiti-Vanille (Vanilla tahitensis) betrachtet.